# Eucryphia jinksii
Eucryphia jinksii là một loài thực vật có hoa trong họ Cunoniaceae. Loài này được P.I.Forst. mô tả khoa học đầu tiên năm 1997.